# Germaine François
Pour les articles homonymes, voir François.
Germaine Eugénie François, née Germaine Eugénie Lenud, le 11 novembre 1908 au Havre (Seine-Inférieure) et morte le 23 février 1970 dans le 13e arrondissement de Paris, est une femme politique française.

## Biographie
Germaine François s'engage dans la résistance dès 1940. Elle est arrêtée mais parvient à s'évader en avril 1944 et poursuit son action dans la Nièvre. Membre du comité départemental de Libération, elle est alors adhérente du Parti communiste, et milite au sein de l'Union des femmes françaises. Élue en octobre 1945, elle compte parmi les premières femmes députées de l'histoire française.
Élue conseillère municipale de Nevers en 1947, constamment réélue jusqu'en 1959, elle est en deuxième position sur la liste communiste nivernaise pour l'élection de la première constituante, en octobre 1945. Elle est élue, et réélue en juin 1946.
Devenue tête de liste en novembre 1946, puis en 1951, elle est réélue à chaque fois députée de la Nièvre.
A l'assemblée, elle est particulièrement active sur les questions relatives à la santé publique.
Des problèmes de santé, cependant, la conduisent à s'éloigner de la vie publique, et elle ne se représente pas en 1956. Elle continue cependant de militer au sein de l'UFF, et siège jusqu'à sa mort au conseil national de cette organisation.